# Nghị trưởng Tham Nghị viện Nhật Bản
Nghị trưởng Tham Nghị viện Nhật Bản (参議院議長 (Tham Nghị viện Nghị trưởng) Sangiin-gichō) là người đứng đầu của Tham Nghị viện Nhật Bản, và cùng với Nghị trưởng Chúng Nghị viện, Nghị trưởng Tham Nghị viện cũng là người đứng đầu cơ quan lập pháp của Nhật Bản. được các thành viên của Tham Nghị viện bầu vào đầu mỗi kỳ họp và có thể phục vụ hai nhiệm kỳ ba năm, tối đa là sáu năm.
Nghị trưởng hiện tại là Sekiguchi Masakazu, người nhậm chức vào ngày 11 tháng 11 năm 2024.

## Nghị trưởng

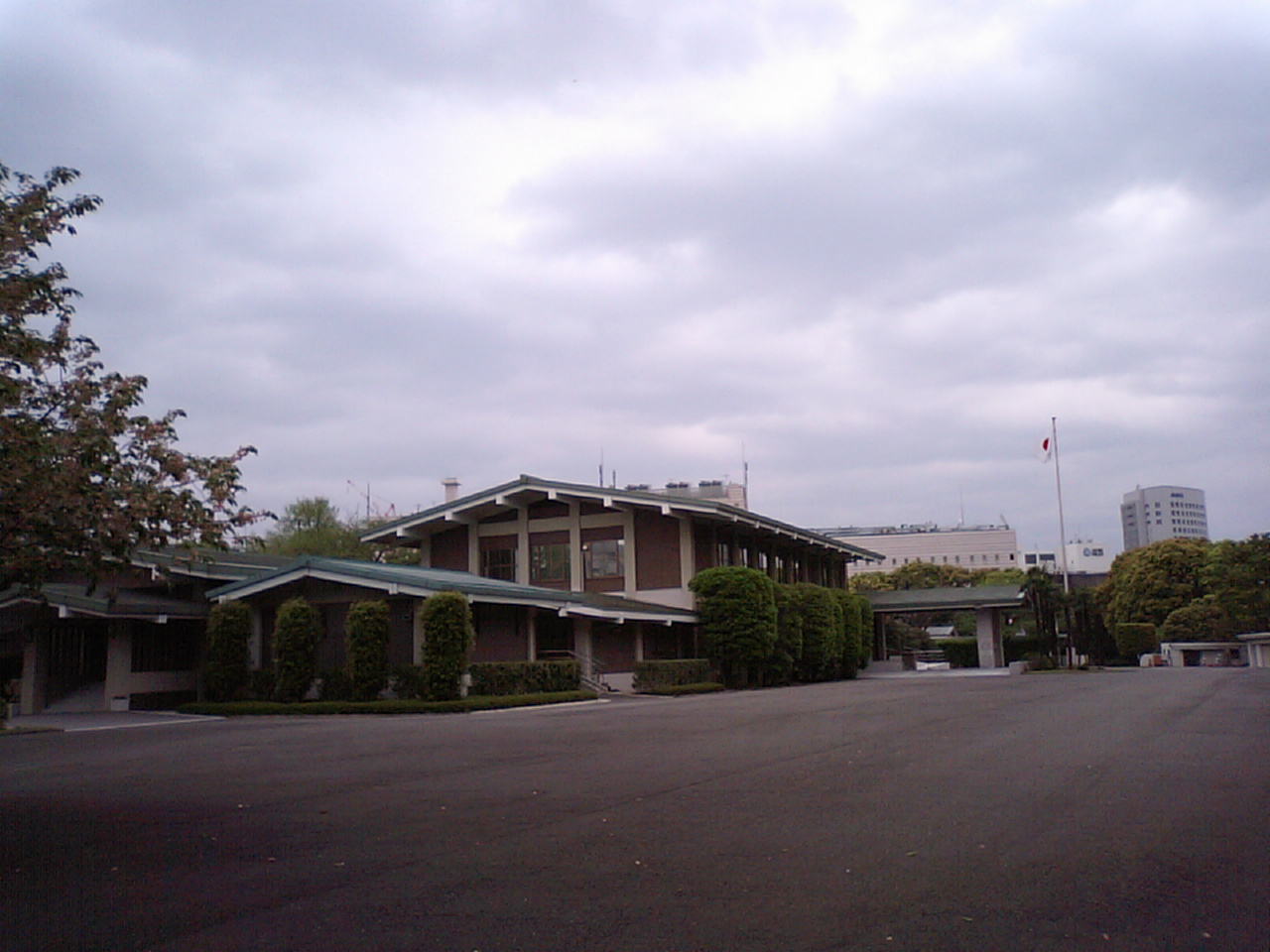
Nơi ở của Nghị trưởng Tham Nghị viện (Sangiin gichō kōtei) tại Nagatachō, phường Chiyoda, Tokyo Chủ yếu được sử dụng cho các dịp chính thức như tiếp khách của nhà nước. Nơi ở của Phó Nghị trưởng nằm ở Azabu-Nagasakachō ở phường Minato.

| Name               | Party      | Entered Office            | Left Office               |
| ------------------ | ---------- | ------------------------- | ------------------------- |
| Tsuneo Matsudaira  | Ryokufūkai | ngày 20 tháng 5 năm 1947  | ngày 14 tháng 11 năm 1949 |
| Naotake Satō       | Ryokufūkai | ngày 15 tháng 11 năm 1949 | ngày 19 tháng 5 năm 1953  |
| Yahachi Kawai      | Ryokufūkai | ngày 19 tháng 5 năm 1953  | ngày 3 tháng 4 năm 1956   |
| Tsuruhei Matsuno   | Ryokufūkai | ngày 3 tháng 4 năm 1956   | ngày 6 tháng 8 năm 1962   |
| Yūzō Shigemune     | LDP        | ngày 6 tháng 8 năm 1962   | ngày 17 tháng 7 năm 1971  |
| Kenzō Kōno         | LDP (Ind.) | ngày 17 tháng 7 năm 1971  | ngày 3 tháng 7 năm 1977   |
| Ken Yasui          | LDP        | ngày 28 tháng 7 năm 1977  | ngày 7 tháng 7 năm 1980   |
| Masatoshi Tokunaga | LDP        | ngày 17 tháng 7 năm 1980  | ngày 9 tháng 7 năm 1983   |
| Mutsuo Kimura      | LDP        | ngày 18 tháng 7 năm 1983  | ngày 22 tháng 7 năm 1986  |
| Masaaki Fujita     | LDP        | ngày 22 tháng 7 năm 1986  | ngày 30 tháng 9 năm 1988  |
| Yoshihiro Tsuchiya | LDP        | ngày 30 tháng 9 năm 1988  | ngày 4 tháng 10 năm 1991  |
| Yūji Osada         | LDP        | ngày 4 tháng 10 năm 1991  | ngày 9 tháng 7 năm 1992   |
| Bunbē Hara         | LDP        | ngày 7 tháng 8 năm 1992   | ngày 22 tháng 7 năm 1995  |
| Jūrō Saitō         | LDP        | ngày 4 tháng 8 năm 1995   | ngày 19 tháng 10 năm 2000 |
| Yutaka Inoue       | LDP        | ngày 19 tháng 10 năm 2000 | ngày 22 tháng 4 năm 2002  |
| Hiroyuki Kurata    | LDP        | ngày 22 tháng 4 năm 2002  | ngày 30 tháng 7 năm 2004  |
| Chikage Ōgi        | LDP        | ngày 30 tháng 7 năm 2004  | ngày 28 tháng 7 năm 2007  |
| Satsuki Eda        | DPJ        | ngày 28 tháng 7 năm 2007  | ngày 25 tháng 7 năm 2010  |
| Takeo Nishioka     | DPJ        | ngày 30 tháng 7 năm 2010  | ngày 5 tháng 11 năm 2011  |
| Kenji Hirata       | DPJ        | ngày 14 tháng 11 năm 2011 | ngày 28 tháng 7 năm 2013  |
| Masaaki Yamazaki   | LDP        | ngày 2 tháng 8 năm 2013   | ngày 25 tháng 7 năm 2016  |
| Date Chūichi       | LDP        | ngày 1 tháng 8 năm 2016   | ngày 28 tháng 7 năm 2019  |
| Santō Akiko        | LDP        | ngày 1 tháng 8 năm 2019   | 3 tháng 8 năm 2022        |
| Otsuji Hidehisa    | LDP        | 3 tháng 8 năm 2022        | 11 tháng 11 năm 2024      |
| Sekiguchi Masakazu | LDP        | 11 tháng 11 năm 2024      | đương nhiệm               |

## Phó Nghị trưởng (Nghị phó)
| Name               | Party     | Entered Office            | Left Office               |
| ------------------ | --------- | ------------------------- | ------------------------- |
| Jiichirō Matsumoto | JSP       | ngày 20 tháng 5 năm 1947  | ngày 25 tháng 2 năm 1949  |
| Kisaku Matsushima  | DLP       | ngày 26 tháng 3 năm 1949  | ngày 2 tháng 5 năm 1950   |
| Jirō Miki          | JSP       | ngày 12 tháng 7 năm 1950  | ngày 2 tháng 5 năm 1953   |
| Yūzō Shigemune     | LP        | ngày 19 tháng 5 năm 1953  | ngày 9 tháng 5 năm 1956   |
| Yutaka Terao       | LDP       | ngày 9 tháng 5 năm 1956   | ngày 12 tháng 6 năm 1958  |
| Tarō Hirai         | LDP       | ngày 16 tháng 6 năm 1958  | ngày 7 tháng 7 năm 1962   |
| Yōtoku Shigemasa   | LDP       | ngày 6 tháng 8 năm 1962   | ngày 1 tháng 6 năm 1965   |
| Kenzō Kōno         | LDP       | ngày 30 tháng 7 năm 1965  | ngày 8 tháng 8 năm 1968   |
| Ken Yasui          | LDP       | ngày 3 tháng 8 năm 1968   | ngày 17 tháng 7 năm 1971  |
| Yasoichi Mori      | LDP       | ngày 17 tháng 7 năm 1971  | ngày 7 tháng 7 năm 1974   |
| Kazuo Maeda        | LDP       | ngày 27 tháng 7 năm 1974  | ngày 28 tháng 7 năm 1977  |
| Kan Kase           | JSP       | ngày 28 tháng 7 năm 1977  | ngày 30 tháng 8 năm 1979  |
| Chōzō Akiyama      | JSP       | ngày 30 tháng 8 năm 1979  | ngày 9 tháng 7 năm 1983   |
| Noboru Agune       | JSP       | ngày 18 tháng 7 năm 1983  | ngày 7 tháng 7 năm 1986   |
| Hideyuki Seya      | JSP       | ngày 22 tháng 7 năm 1986  | ngày 7 tháng 8 năm 1989   |
| Akira Ono          | JSP       | ngày 7 tháng 8 năm 1989   | ngày 19 tháng 4 năm 1990  |
| Ippei Koyama       | JSP       | ngày 25 tháng 4 năm 1990  | ngày 7 tháng 7 năm 1992   |
| Misao Akagiri      | JSP       | ngày 7 tháng 8 năm 1992   | ngày 4 tháng 8 năm 1995   |
| Kanpei Matsuo      | NFP       | ngày 4 tháng 8 năm 1995   | ngày 25 tháng 7 năm 1998  |
| Hisamitsu Sugano   | DPJ       | ngày 30 tháng 7 năm 1999  | ngày 22 tháng 7 năm 2001  |
| Shōji Motooka      | DPJ       | ngày 7 tháng 8 năm 2001   | ngày 25 tháng 7 năm 2004  |
| Giichi Tsunoda     | DPJ       | ngày 30 tháng 7 năm 2004  | ngày 30 tháng 1 năm 2007  |
| Akira Imaizumi     | DPJ       | ngày 30 tháng 1 năm 2007  | ngày 28 tháng 7 năm 2007  |
| Akiko Santō        | LDP       | ngày 7 tháng 8 năm 2007   | ngày 30 tháng 7 năm 2010  |
| Hidehisa Otsuji    | LDP       | ngày 30 tháng 7 năm 2010  | ngày 26 tháng 12 năm 2012 |
| Masaaki Yamazaki   | LDP       | ngày 26 tháng 12 năm 2012 | ngày 2 tháng 8 năm 2013   |
| Azuma Koshiishi    | DPJ       | ngày 2 tháng 8 năm 2013   | ngày 25 tháng 7 năm 2016  |
| Akira Gunji        | DP → Ind. | ngày 1 tháng 8 năm 2016   | ngày 1 tháng 8 năm 2019   |
| Ogawa Toshio       | CDP       | ngày 1 tháng 8 năm 2019   | 25 tháng 7 năm 2022       |
| Nagahama Hiroyuki  | CDP       | 3 tháng 8 năm 2022        | 1 tháng 8 năm 2025        |
| Fukuyama Tetsurō   | CDP       | 1 tháng 8 năm 2025        | đương nhiệm               |